# 교고쿠 다카카즈

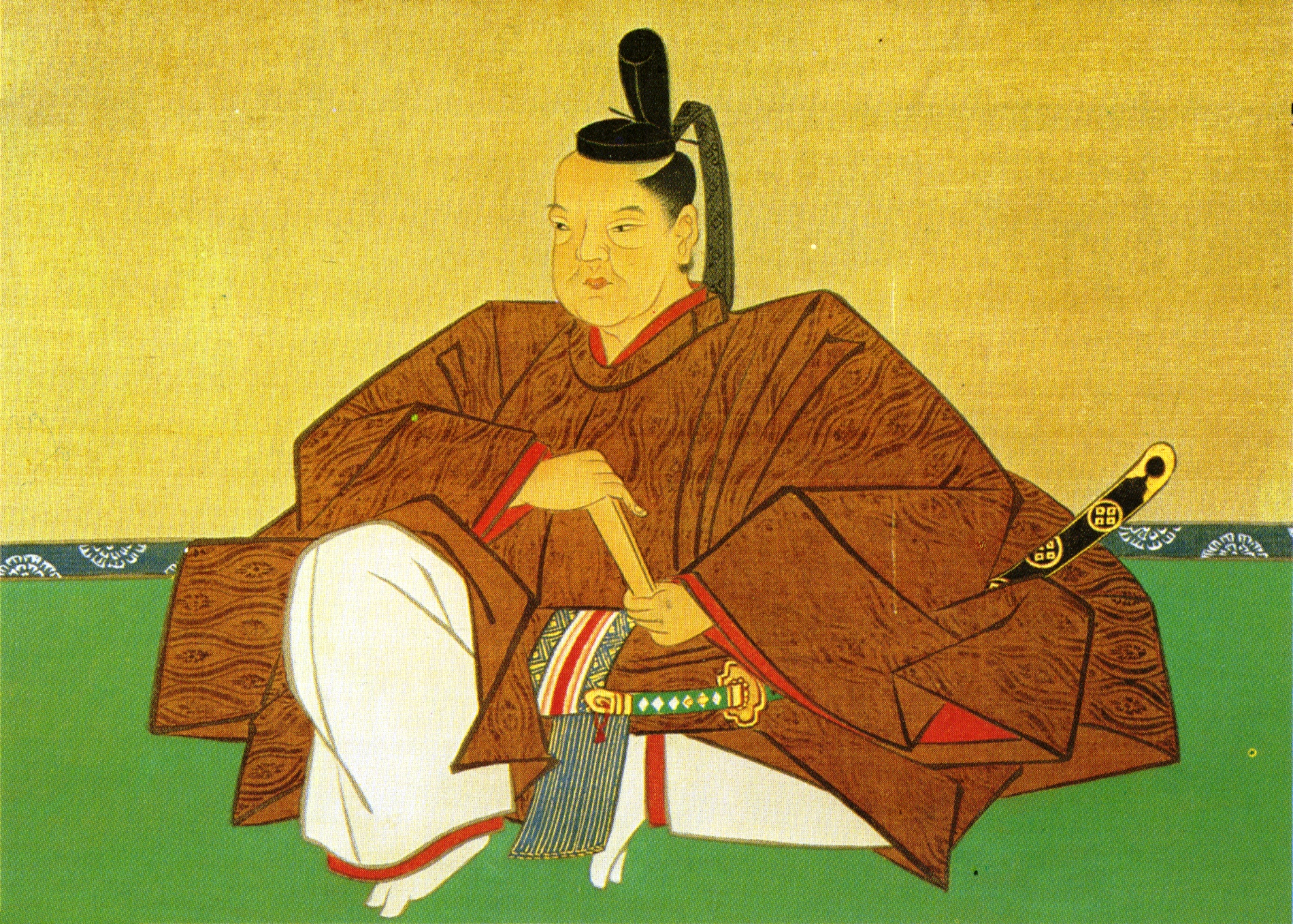
교고쿠 다다카즈

교고쿠 다카카즈(일본어: 京極高和, 겐나 5년 음력 3월 10일(1619년 4월 24일) ~ 간분 2년 음력 9월 13일(1662년 11월 3일))는 에도 시대 전기의 다이묘이다. 하리마 다쓰노번주, 사누키 마루가메번 초대 번주를 지냈다. 마루가메번 교고쿠가(丸亀藩京極家) 제3대 당주.
친부는 아타게 다카마사로서 오바마번주 교고쿠 다카쓰구의 아들이다. 마쓰에번주 교고쿠 다다타카가 후사없이 개역당하여 교고쿠 종가의 가독을 조카 다카카즈가 이었다.
| 전임 교고쿠 다다타카 | 제19대 교고쿠가 당주 1637년 ~ 1662년 | 후임 교고쿠 다카토요 |

| 전임 막부령(오카베 노부카쓰) | 다쓰노번 번주 (교고쿠가) 1637년 ~ 1658년 | 후임 막부령(와키자카 야스마사) |

| 전임 야마자키 하루요리 | 제1대 마루가메번 번주 (교고쿠가) 1658년 ~ 1662년 | 후임 교고쿠 다카토요 |